# Варненска градска художествена галерия „Борис Георгиев“
Варненска градска художествена галерия „Борис Георгиев“ е художествена галерия във Варна.
Галерията е създадена с протокол от 12 януари 1944 г. с дарения на местни художници и частни лица. Сред учредителите са Кирил Шиваров, Константин Щъркелов, Александър Дякович. От 1988 г. е разположена в реконструираната сграда на Мъжката гимназия, построена от майстор Генчо Кънев в края на XIX век. От 1999 г. е именувана на художника Борис Георгиев.
Художествената галерия се простира на три етажа с обща площ 3000 m2. В нея се представят живописни, графични и скулптурни произведения на Иван Мърквичка, Стефан Иванов, Цено Тодоров, Владимир Димитров-Майстора, Златьо Бояджиев, Стоян Венев, Илия Петров, Дечко Узунов, Найден Петков, Владимир Гоев, Георги Божилов, Кирил Шиваров, Любомир Далчев, Андрей Николов, Георги Апостолов. Нейно притежание са девет картини на Анселм ван Хуле от XVII век, портрети на представители от страните, подписали Вестфалския мирен договор през 1648 г., след Тридесетгодишната война, както и картината „Боят на Владислав Варненчик“ от 1911 – 1912 г. на Михаил Боручински.
Галерията е домакин на Международното биенале на графиката, съорганизатор е и на фестивала на визуалните изкуства „Август в изкуството“. В залата на последния, трети етаж, се организират концерти от програмата на Международния музикален фестивал „Варненско лято“, театрални спектакли, модни ревюта.